# Adicella niobe
Adicella niobe är en nattsländeart som beskrevs av Schmid 1994. Adicella niobe ingår i släktet Adicella och familjen långhornssländor. Inga underarter finns listade i Catalogue of Life.